# 임형순 (가수)
임형순(1965년 1월 16일 ~ )은 대한민국의 가수, 작사가, 작곡가이다.

## 이력
1983년 KBS 한국방송공사 TV 프로그램 《젊음의 행진》에서 록 음악 밴드 "다섯 손가락"의 보컬리스트 첫 데뷔를 하였으며 이듬해 1984년 "다섯 손가락"의 구성원 5명 가운데 일원으로 프로젝트 옴니버스 앨범에 참여를 하였고 1년 후 1985년 《다섯 손가락 1집》을 발표하였으며 그 이듬해 1986년 《다섯 손가락 2집》에까지 참여한 이후 여러 가지 사정으로 인한 문제로써 록 음악 밴드 "다섯 손가락"에서 물러났고 1년 후 1987년 《임형순 1집》을 발표하여 솔로 가수 데뷔하였으며, 군복무를 마친 이후로는 1990년 레코드 기업가(1993년 상무이사 직위)의 지위에까지 올랐고 1994년까지 솔로 4집 앨범을 발표하기에 이른다.
그 후 레코드 기업가 시절에는 1994년에서부터 이듬해 1995년까지 가수 민해경의 매니저를 잠시 지낸 전력이 있다.

## 학력
- 홍익대학교 영어영문학과 학사

## 유명세 및 히트작
록 밴드 "다섯 손가락" 시절 히트곡에는 《새벽기차》와 《오늘은 정말》과 《풍선》 등이 있고 작사 히트곡에는 여성 가수 원미연의 《혼자이고 싶어요(임형순 작사, 송홍섭 작곡, 김명곤 편곡)》 등이 있으며 솔로 가수 시절 히트곡에는 《이별을 느낄 때》와 《방황의 계절》과 《그대 내게 다시》 등이 있는데 특히 《그대 내게 다시》라는 솔로 가수 활약 시절 히트곡은 나중에 남성 가수 변진섭이 리메이크하기도 하였다.